# ستایشگر مقدس آمون
«ستایشگر مقدس آمون» (به مصری: Duatnetjer-en-Amun) عنوانی در مرتبه دوم -پس از همسر خدای آمون- بود که برای کاهنه‌ی (کاهن بانو) ارشد خدای آمون مصر باستان ایجاد شده بود. در هزاره اول پیش از میلاد، زمانی که دارنده این مقام بیشترین نفوذ خود را اعمال می‌کرد، مقام پرستشگر مقدس آمون، زمانی که دختر فرعون توسط کاهنه‌ی ارشد خدای آمون فعلی (ستایشگر مقدس آمون) به فرزندخواندگی پذیرفته می‌شد، به جایگاه مهمی تبدیل می‌شد که شرایط انتقال قدرت از یک فرعون به فرعون بعدی را آسان می‌کرد. «ستایشگر مقدس آمون» بر وظایف و امور گسترده معابد سرپرستی می‌کرد و بخش قابل توجهی از اقتصاد مصر باستان را نیز در دست داشت.

## تاریخچه‌ی جایگاه

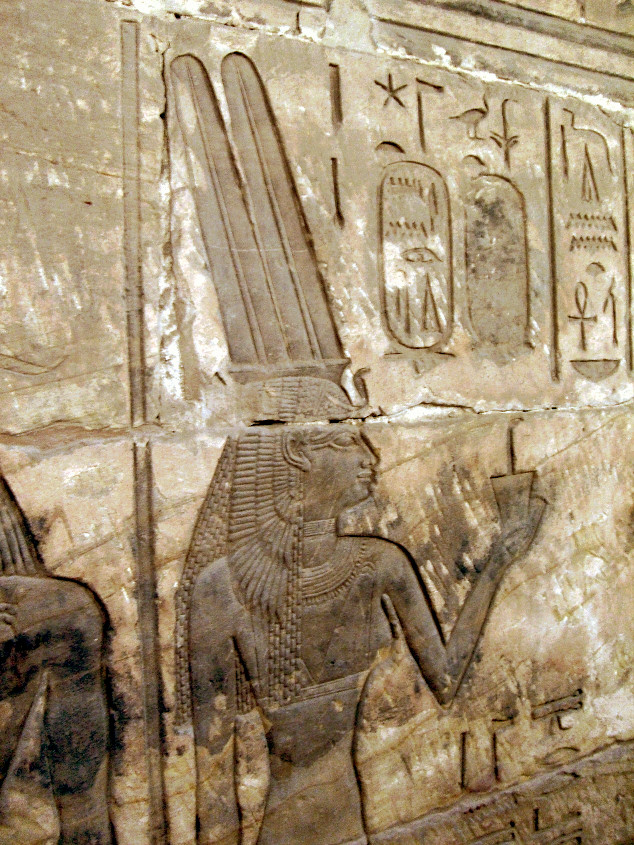
سنگ نگاره‌ای از آمانیریدیس در مدینت هابو به عنوان ستایشگر مقدس آمون

همسر خدای آمون در اصل عنوانی بود که به دخترِ کاهن اعظم آمون در دوران سلطنت حتشپسوت داده شد و تا زمانی که پایتخت مصر در تبس باقی ماند، به عنوان یک جایگاه مهم ادامه یافت. بعدها، عنوان افزوده شده‌ی «ستایشگر مقدس آمون» را می‌توان همراه با احیای عنوان «همسر خدای آمون» دانست که منسوخ شده بود. عنوان «همسر خدای آمون» در طول دودمان بیستم احیا شد، زمانی که دختر رامسس ششم، ایست، این مقام را به همراه مقام اضافی «پرستشگر مقدس» در اختیار داشت.
رامسس ششم از سال ۱۱۴۵ تا ۱۱۳۷ پیش از میلاد سلطنت کرد. ایسِت هرگز ازدواج نکرد و به نظر می‌رسد اولین دارنده‌ی مجرد مقام پرستشگر مقدس آمون بوده است،؛ زیرا آمون طبق سنت جدید تصریح کرده بود که ایسِت در پایان سلطنت خود، دختر فرعون بعدی را به عنوان جانشین خود به فرزند خواندگی بپذیرد تا انتقال قدرت به فرعون بعدی تسهیل شود. به طور کلی، این رسم رعایت می‌شد و این مقام توسط دختر پادشاه فعلی، پر می‌شد.
این جایگاه جدید در اواخر دوره سوم میانی مصر، زمانی که شپنوپت یکم، دختر اوسورکن سوم، برای اولین بار در تبس به این سمت منصوب شد، به اوج قدرت سیاسی خود رسید. کاشتا-پادشاه نوبیایی- دخترش، آمانیریدیس یکم، را به وسیله فرزندخوانده بودن دخترش توسط شپنوپت یکم، به مقام ستایشگر مقدس آمون منصوب کرد.

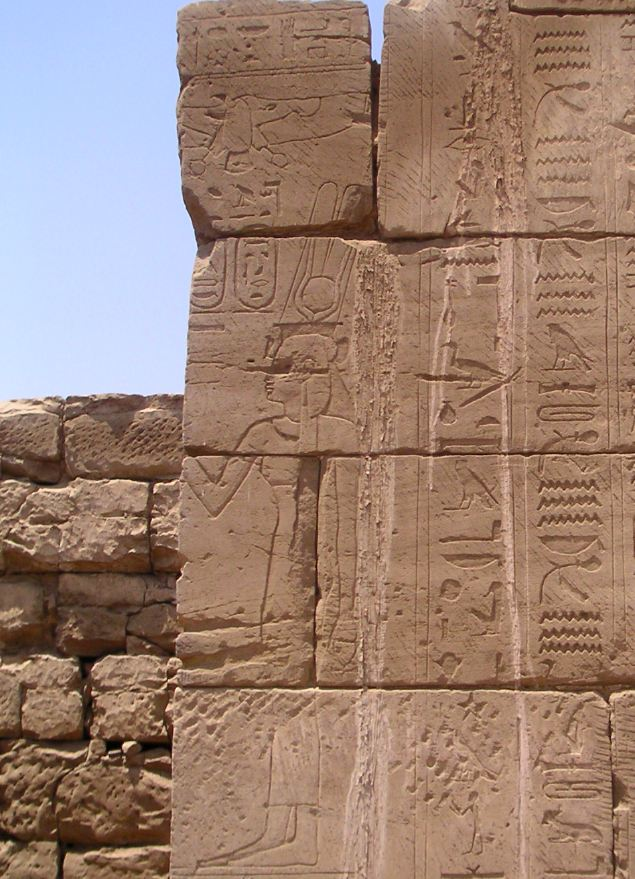
سنگ یادبود مراسم فرزندخواندگی نیتوکریس یکم در کارناک

در اواخر دوره میانی سوم، پادشاهان نپته از پادشاهی کوش، که به عنوان بیست و پنجمین دودمان مصر سلطنت می‌کردند، قلمرو خود را تا مصر علیا گسترش دادند. شپنوپت اول، همسر خدای آمون، متقاعد شد که آمانیریدیس، دختر فرعون کاشتا را به عنوان وارث مقام خود به فرزندی بپذیرد. این ترتیب در طول سلسله بیست و پنجم دنبال شد تا اینکه مصر پسامتیک یکم فتح شد و او دودمان بیست و ششم را پایه‌گذاری کرد. آمانیریدیس دوم -دختر پسامتیک یکم- نیتوکریس یکم را توسط به فرزندخواندگی گرفت. سنگ یادبود فرزندخواندگی نیتوکریس، مراسم مربوط به این رویداد را نشان می‌دهد.
من (=پسامتیک یکم) دخترم (=نیتوکریس یکم) را به او (=آمانیریدیس دوم) داده‌ام تا همسر خدا(آمون) باشد و او بهتر از کسانی که پیش از او(=نیتوکریس یکم) بودند را بخشیده‌ام. مطمئناً او (آمون) از پرستش او خشنود خواهد شد و از سرزمینی که به او داده است، محافظت خواهد کرد.
در این مدت، حاکمان در منطقه دلتای نیل مستقر بودند و مقر ستایشگر مقدس آمون -جایی که فرقه آمون در آن متمرکز بود- مکانی برای تضمین روابط صلح‌آمیز با منطقه تبس بود، . تعدادی از همسران خدای آمون، مقبره‌هایی را در کرانه غربی رودخانه نیل -که عمدتاً در کنار معبد تدفینی در مدینت هابو متعلق به رامسس سوم بودند- ساخته بودند.
به دلیل قدرت و اعتبار این جایگاه مذهبی-سیاسی، مراسم پذیرش فرزندخواندگی دختر فرعون توسط متصدی فعلی این مقام، راهی برای پادشاهان منطقه دلتا بود تا قدرت خود را به جنوب مصر نیز گسترش دهند. به همین ترتیب، پادشاهان نپته نیز از این جایگاه برای گسترش قدرت خود به سمت شمال مصر استفاده می‌کردند. قدرت پرستشگر مقدس آمون به منطقه اطراف تبس در مصر علیا، که مرکز این فرقه بود، محدود می‌شد.
| نام           | روابط خانوادگی                                                                            | مدت حضور در منصب          |
| ------------- | ----------------------------------------------------------------------------------------- | ------------------------- |
| شپنوپت یکم    | دختر اوسورکن سوم                                                                          | ۷۵۴–۷۱۴ پیش از میلاد      |
| آمنیریدیس یکم | دختر کاشتا - خواهر پیعنخی                                                                 | ۷۴۰–۷۲۰ پیش از میلاد      |
| شپنوپت دوم    | دختر پیعنخی - خواهر تهارقا                                                                | ۷۱۰–۶۵۰ پیش از میلاد      |
| آمنیریدیس دوم | دختر تهارقا                                                                               | ۶۷۰–۶۴۰ پیش از میلاد      |
| نیتوکریس یکم  | دختر پسامتیک یکم                                                                          | ۶۵۶–۵۸۶ پیش از میلاد      |
| عنخنس‌نفریب‌رع  | دختر پسامتیک دوم - خواهرزاده‌ی بزرگ نیتوکریس یکم                                           | ۵۹۵–حدود ۵۲۵ پیش از میلاد |
| نیتوکریس دوم  | دختر آماسیس دوم - این مقام در سال ۵۲۵ میلادی به دلیل فتح مصر توسط ایرانیان ملغی اعلام شد. | نامعلوم –۵۲۵ پیش از میلاد |

## ارجاعات
1. ↑  Ian Shaw, The Oxford History of Ancient Egypt, Oxford University Press 2003, ISBN 0-19-280458-8 p.474
2. ↑  Toby Wilkinson, The Thames and Hudson Dictionary of Ancient Egypt, Thames & Hudson, 2005, p.93
3. ↑  J. H. Breasted, Ancient Records of Egypt, Part Four, Chicago 1906, §§ 935-958